# Липтовска Кокава
Липтовска Кокава (слч. Liptovská Kokava) насељено је мјесто са административним статусом сеоске општине (слч. obec) у округу Липтовски Микулаш, у Жилинском крају, Словачка Република.

## Становништво
| Година:    | 1994. | 2004.    | 2014.   | 2024.   |
| ---------- | ----- | -------- | ------- | ------- |
| Број људи: | 1175  | 1054     | 959     | 882     |
| Разлика:   |       | -10,29 % | -9,01 % | -8,02 % |

| Година:    | 2023. | 2024.   |
| ---------- | ----- | ------- |
| Број људи: | 901   | 882     |
| Разлика:   |       | -2,10 % |

Према подацима о броју становника из 2011. године насеље је имало 966 становника.